# Sporisorium cymbopogonis-bombycini
Sporisorium cymbopogonis-bombycini är en svampart som beskrevs av R.G. Shivas & Vánky 2004. Sporisorium cymbopogonis-bombycini ingår i släktet Sporisorium och familjen Ustilaginaceae.   Inga underarter finns listade i Catalogue of Life.